# 平内町立山口小学校
平内町立山口小学校（ひらないちょうりつ やまぐちしょうがっこう）は、青森県東津軽郡平内町山口にある公立小学校である。

## 概要
- 本校は、町西部の山口地区にあり、概ね旧西平内村域が学区となっている。

## 所在地
- 青森県東津軽郡平内町大字山口字小沢20番1号

## 沿革
- 1876年（明治9年）
  - 2月11日 - 山口小学として発足。
  - 9月 - 山口村字小沢の民家を購求改築して、校舎とする。
- 1886年（明治19年） - 山口簡易小学校と改称。
- 1892年（明治25年） - 中野簡易小学校を併合し、山口尋常小学校と改称。
- 1893年（明治26年） - 土屋分教場設置。
- 1902年（明治35年）5月 - 土屋分教場が、独立し、土屋小学校に昇格。
- 1908年（明治41年）11月 - 山口字小沢16番地に、新校舎新築落成。
- 1916年（大正5年）4月 - 土屋尋常小学校を併合し、土屋地区に冬季のみの季節分教場設置。
- 1920年（大正9年）7月6日 - 土屋季節分教場が、通年制分教場になる。
- 1922年（大正11年）11月1日 - 高等科を併置し、山口尋常高等小学校と改称。
- 1929年（昭和4年）11月1日 - 増田に冬季のみの季節分教場設置。
- 1930年（昭和5年）3月31日 - 土屋分教場が、昇格し、土屋尋常小学校になる（事実上の再昇格）。
- 1941年（昭和16年）4月1日 - 国民学校令により、山口国民学校に改称。
- 1947年（昭和22年）4月1日 - 学校教育法（旧法）施行により、西平内村立山口小学校に改称。同日から山口中学校を併置し、高等科生を中学校に移籍。
- 1948年（昭和23年）
  - 4月1日 - 山口中学校が、西平内中学校と改称の上、分離。
  - 9月 - 増田季節分校が、通年制分校になる。
- 1955年（昭和30年）3月31日 - 西平内村・小湊町・東平内村が合併し、平内町の誕生により、平内町立山口小学校に改称。
- 1976年（昭和51年）6月 - 創立100周年記念式典挙行。
- 1989年（平成元年）12月1日 - 管理教室棟・特別教室棟建築。
- 1990年（平成2年）
  - 7月1日 - 体育館建築。
  - 11月21日 - 校舎新築落成[1]。
- 2005年（平成17年）4月1日 - 土屋・浦田・稲生の各小学校を統合。
- 2012年（平成24年）4月1日 - 茂浦小学校を統合。

## アクセス
- 青い森鉄道西平内駅から約855m、徒歩約14分・車で約2分。
- 下北交通青森線・平内町民バス「西平内郵便局前」バス停から、徒歩約480m・約8分。
  - なお、「上山口バス停」の方が直線距離では近いが、道路の関係で遠回りとなる。

## 周辺
- 西平内中学校（閉校）
- 青い森鉄道青い森鉄道線

## 参考資料
- 『青森県教育史』（青森県教育委員会・1973年12月20日発行）別巻752頁「学校沿革 小学校 山口小学校」
- 『平内町史』（平内町役場・1977年4月1日発行）上巻722頁「第2章明治以後の教育 第六節学校沿革史 山口小学校」